# Boomerang (série télévisée)
Pour les articles homonymes, voir Boomerang (homonymie).
Boomerang est une série télévisée québécoise créée par Catherine-Anne Toupin en soixante épisodes de 23 minutes diffusée entre le 14 septembre 2015 et le 2 décembre 2019 sur le réseau TVA.
En France, elle est diffusée sur la chaîne TV5 Monde ainsi que sur Prime Video.

## Synopsis
La série raconte l'histoire de Karine et Patrick, un couple de trentenaires amoureux qui ont lancé un restaurant après la victoire de Patrick dans un concours culinaire télévisé. Le rêve tourne rapidement en cauchemar, et la faillite les force à retourner vivre chez les parents de Karine.

## Distribution
- Catherine-Anne Toupin : Karine
- Antoine Bertrand : Patrick
- Marie-Thérèse Fortin : Monique, la mère de Karine
- Marc Messier : Pierre, le père de Karine
- Magalie Lépine-Blondeau : Stéphanie
- Émile Proulx-Cloutier : Richard
- Fabien Cloutier : Sylvain
- Diane Lavallée : Sylvie
- Luc Senay : Michel
- Rachel Graton : Mélanève
- Marie-Lyne Joncas : Lou

## Production

### Fiche technique
- Titre original : Boomerang
- Réalisation : Charles-Olivier Michaud
- Scénario : François Archambault, Michel Brouillette, Sylvain Charbonneau et Isabelle Langlois
- Décors : Lucie Thériault
- Costumes : Anne-Karine Gauthier
- Photographie : Louis-Philippe Blain
- Montage : Claude Palardy
- Musique : Michel Corriveau
- Productrice déléguée : Martine Allard

Producteurs exécutifs : François Rozon et Vincent Gagné
- Société de production : Encore Télévision
- Pays d'origine :  Canada
- Langue originale : français
- Genres : Comédie, drame
- Durée : 23 minutes

## Épisodes

### Première saison (2015)
La première saison a été diffusée du lundi 14 septembre au 30 novembre 2015.
1. Le Commencement de la fin
2. Repartir à zéro
3. Les Mots pour le fuir
4. Matin métal
5. Les chiens font pas des chats
6. Si tu ne m'aimes pas, je t'aime
7. Premières Impressions
8. Sortir l'émotion
9. Toujours vivant
10. Psychopop, Mythomanie et Méditation orgasmique
11. Le cirque est en ville
12. L'Empire contre-attaque

Cotes d'écoutes
| № | Première diffusion | Cotes d'écoute  | Cotes d'écoute | Rang semaine |    | №                | Première diffusion | Cotes d'écoute | Cotes d'écoute | Rang semaine |
| - | ------------------ | --------------- | -------------- | ------------ | -- | ---------------- | ------------------ | -------------- | -------------- | ------------ |
| 1 | 14 septembre 2015  | en stagnation   | 1 771 000      | 2e           | 7  | 26 octobre 2015  | en augmentation    | 1 536 000      | 4e             |              |
| 2 | 21 septembre 2015  | en diminution   | 1 555 000      | 5e           | 8  | 2 novembre 2015  | en diminution      | 1 449 000      | 5e             |              |
| 3 | 28 septembre 2015  | en augmentation | 1 569 000      | 3e           | 9  | 9 novembre 2015  | en augmentation    | 1 531 000      | 4e             |              |
| 4 | 5 octobre 2015     | en diminution   | 1 471 000      | 3e           | 10 | 16 novembre 2015 | en diminution      | 1 467 000      | 5e             |              |
| 5 | 12 octobre 2015    | en diminution   | 1 460 000      | 3e           | 11 | 23 novembre 2015 | en diminution      | 1 455 000      | 4e             |              |
| 6 | 19 octobre 2015    | en diminution   | 1 381 000      | 3e           | 12 | 30 novembre 2015 | en augmentation    | 1 522 000      | 3e             |              |

### Deuxième saison (2016)
La deuxième saison a été diffusée du lundi 12 septembre au 28 novembre 2016.
1. Pour le meilleur et le moins pire
2. Non, je le veux
3. Svijetlo u braku
4. Sylvie contre-attaque
5. Témoin que rien
6. Père manquant, fils crinqué
7. Bye, bye, boss !
8. Pat inc.
9. Food truck, mensonges et vidéo
10. Pimp mon truck
11. Gros bachelorette, petite savonnette
12. Deux mariages et une face d'enterrement

Cotes d'écoutes
| № | Première diffusion | Cotes d'écoute  | Cotes d'écoute | Rang semaine |    | №                | Première diffusion | Cotes d'écoute | Cotes d'écoute | Rang semaine |
| - | ------------------ | --------------- | -------------- | ------------ | -- | ---------------- | ------------------ | -------------- | -------------- | ------------ |
| 1 | 12 septembre 2016  | en diminution   | 1 302 000      | 5e           | 7  | 24 octobre 2016  | en diminution      | 1 296 000      | 4e             |              |
| 2 | 19 septembre 2016  | en diminution   | 1 301 000      | 5e           | 8  | 31 octobre 2016  | en diminution      | 1 255 000      | 5e             |              |
| 3 | 26 septembre 2016  | en diminution   | 1 191 000      | 6e           | 9  | 7 novembre 2016  | en augmentation    | 1 409 000      | 3e             |              |
| 4 | 3 octobre 2016     | en augmentation | 1 356 000      | 3e           | 10 | 14 novembre 2016 | en diminution      | 1 374 000      | 3e             |              |
| 5 | 10 octobre 2016    | en augmentation | 1 470 000      | 3e           | 11 | 21 novembre 2016 | en augmentation    | 1 490 000      | 3e             |              |
| 6 | 17 octobre 2016    | en diminution   | 1 466 000      | 3e           | 12 | 28 novembre 2016 | en diminution      | 1 480 000      | 2e             |              |

### Troisième saison (2017)
La troisième saison a été diffusée du lundi 11 septembre au 27 novembre 2017.
1. Le coming-out
2. À chacun ses secrets
3. La Robe de mariée
4. Panier de crabe
5. L'Ultimatum
6. Assumer son hétérosexualité
7. Les Deux Pieds sur le break
8. La Chanson du vieil amant
9. Détournement mineur
10. Avec pas de filtre
11. Food truck d'amour
12. Choc post-chaotique

| № | Première diffusion | Cotes d'écoute  | Cotes d'écoute | Rang semaine |    | №                | Première diffusion | Cotes d'écoute | Cotes d'écoute | Rang semaine |
| - | ------------------ | --------------- | -------------- | ------------ | -- | ---------------- | ------------------ | -------------- | -------------- | ------------ |
| 1 | 11 septembre 2017  | en diminution   | 1 124 000      | 7e           | 7  | 23 octobre 2017  | en diminution      | 1 129 000      | 6e             |              |
| 2 | 18 septembre 2017  | en diminution   | 1 072 000      | 6e           | 8  | 30 octobre 2017  | en diminution      | 1 057 000      | 5e             |              |
| 3 | 25 septembre 2017  | en augmentation | 1 175 000      | 5e           | 9  | 6 novembre 2017  | en diminution      | 1 053 000      | 9e             |              |
| 4 | 2 octobre 2017     | en augmentation | 1 214 000      | 5e           | 10 | 13 novembre 2017 | en augmentation    | 1 166 000      | 5e             |              |
| 5 | 9 octobre 2017     | en diminution   | 1 176 000      | 6e           | 11 | 20 novembre 2017 | en augmentation    | 1 174 000      | 5e             |              |
| 6 | 16 octobre 2017    | en augmentation | 1 197 000      | 6e           | 12 | 27 novembre 2017 | en diminution      | 1 171 000      | 5e             |              |

### Quatrième saison (2018)
La quatrième saison a été diffusée du 10 septembre au 9 décembre 2018.
1. Annonces à profusion
2. Le petit accident
3. La loge du Canadien
4. Agrandir le nid
5. Savoir ou ne pas savoir
6. Délicat placement de produits
7. Vrais mensonges et fausses vérités
8. Bon pops, bad pops
9. Portrait de famille
10. La chambre secrète
11. Envwèye, accouche!
12. Noël chez les Bernier

### Cinquième saison (2019)
La cinquième saison est diffusée du 9 septembre au 2 décembre 2019.
1. L'Ouragan Sylvia
2. Tétera, tétera pas
3. Chacun cherche son père
4. 3 femmes et 1 conventum
5. Cadeaux empoisonnés
6. L'Auberge espagnole
7. Trouver la bonne
8. Retour au boulot
9. Rien ne se perd
10. Par la peau des fesses
11. Le Jour J
12. Le Grand départ

## Récompenses
- Prix Gémeaux (2016) :
  - Meilleur premier rôle masculin : comédie : Antoine Bertrand
  - Meilleur rôle de soutien masculin : comédie : Fabien Cloutier
  - Meilleur rôle de soutien féminin : Marie-Thérèse Fortin

- Prix Gémeaux (2017) :
  - Meilleur premier rôle masculin : comédie : Antoine Bertrand
  - Meilleur rôle de soutien masculin : comédie : Marc Messier
- Prix Gémeaux (2018) :
  - Meilleur premier rôle masculin : comédie : Antoine Bertrand
- Prix ARTIS (2019) :
  - Rôle masculin : Séries dramatiques saisonnières : Antoine Bertrand
- Prix ARTIS (2017) :
  - Rôle féminin : comédies québécoises : Catherine-Anne Toupin
- Banff World Media Festival (2019) : 
  - Rockies Francophone Prize

## Adaptation suédoise
En octobre 2019, il est annoncé que la série a été adaptée en Suède, pour une diffusion prévue pour le printemps 2020.